# In medias res
In medias res — термін латинського походження, який означає «в середині справи».  Вислів є цитатою з «Ars poetica» Горація (148), в якій він хвалить Гомера за те, що той не починає свій промову з Ab ovo, а відразу виконує свою справу (вводить читача в in medias res).
In medias res належить до числа композиційних форм, що підсилюють напругу динамічністю викладу, які заощаджують зображальні засоби шляхом усунення другорядних дійових осіб і зосереджують увагу на основній дії. У драматургії in medias res тісно пов'язане з боротьбою за єдність дії (класицизм проти середньовіччя і бароко).